# Liga Adriática de Basquetebol de 2024-25 (segunda divisão)
A Temporada 2024-25 da Segunda divisão da Liga Adriática de Basquetebol foi a 7ª temporada da competição regional masculina que une clubes da ex-Jugoslávia (Sérvia, Croácia, Bósnia e Herzegovina, Montenegro e Eslovénia. O torneio é organizado pela entidade privada ABA Liga Jtd. A competição garante uma vaga ao campeão na Primeira Divisão e ao seu finalista uma vaga na repescagem contra o penúltimo colocado na Primeira Divisão, desta forma Bosna Visit Sarajevo credenciou-se como campeão da competição a disputar a Liga ABA (Adriática) em 2025-26.

## Equipes participantes
fonte: druga.aba-liga.com>Teams
| Clube                    | Localização   | Arena                           | Capacidade | Treinador              |
| ------------------------ | ------------- | ------------------------------- | ---------- | ---------------------- |
| Borac WWIN               | Banja Luka    | Centro Esportivo Borik          | 5 000      | Marko Šćekić           |
| Bosna Visit Sarajevo     | Sarajevo      | Pavilhão Mirza Delibašić        | 5 616      | Zoran Kašćelan         |
| Cedevita Junior          | Zagreb        | Dom Sportova                    | 3 100      | Dino Repeša            |
| Ilirija                  | Liubliana     | Tivoli Hall                     | 4 500      | Stipe Modrić           |
| Joker Sombor             | Sombor        | Gradska hala „Mostonga“         | 1 400      | Vladimir Lučić         |
| Kansai Helios Domžale    | Domžale       | Hala Komunalnega Centra         | 2 500      | Jure Močnik            |
| MZT Skopje Aerodrom      | Escópia       | Centro Esportivo Jane Sandanski | 7 500      | Vasko Atanasov         |
| Pelister-Bitola          | Bitola        | Sportska dvorana Boro Curlevski | 3 700      | Aleksandar Petrović    |
| Podgorica Bemax          | Podgorica     | Arena Bemax                     | 2 000      | Boško Radović          |
| Rabotnički Skopje        | Escópia       | SRC Kale                        | 2 250      | Goran Samardžiev       |
| Šibenka                  | Šibenik       | Dvorana Baldekin                | 900        | Roko Jurlina           |
| Široki TT Kabeli         | Široki Brijeg | Arena Pecara                    | 4 500      | Ivan Velić             |
| Sutjeska Elektroprivreda | Nikšić        | Ginásio Esportivo de Nikšić     | 3 000      | Dragan Bajić           |
| Teodo Tivat              | Tivat         | Sportska dvorana Župa           | 1 500      | Dušan Dubljević        |
| Vojvodina mts            | Voivodina     | SPC Vojvodina                   | 11 500     | Miloš Isakov Kovačević |
| Zlatibor                 | Čajetina      | Centro Esportivo Čajetina       |            | Strajin Nedović        |

## Formato de competição
Dezesseis equipes divididas em quatro grupos com quatro equipes cada, jogam em formato Round-robin totalizando 6 jogos para cada equipe, sendo 3 como mandante e 3 como visitante. Ao término desta etapa, as oito melhores equipes (duas de cada grupo) avançam para a segunda fase onde competem da mesma forma e ao término desta as duas melhores equipes de cada grupo passam os playoffs de semifinais disputando em até três jogos onde o vencedor de duas partidas sagra-se o vencedor do confronto. Finaliza-se com as finais em melhor de três também. A equipe campeã da liga jogará a Liga ABA em 2025-26 e ao finalista cabe uma repescagem contra o penúltimo colocado da Liga ABA 2024-25 como último recurso para promoção.

## Temporada regular

### Fase 1

##### Grupo A
| Pos | Clube                 | J | V | D | P+  | P-  | SP  | Pts | Classificação              |     | C/V   | CED   | DOM   | MZT   | TEO |
| --- | --------------------- | - | - | - | --- | --- | --- | --- | -------------------------- | --- | ----- | ----- | ----- | ----- | --- |
| 1   | Kansai Helios Domžale | 6 | 4 | 2 | 435 | 423 | 12  | 10  | Avança para a próxima fase | CED |       | 79-87 | 77-75 | 80-55 |     |
| 2   | Cedevita Junior       | 6 | 4 | 2 | 495 | 458 | 37  | 10  | Avança para a próxima fase | DOM | 78-80 |       | 68-57 | 69-62 |     |
| 3   | MZT Skopje Aerodrom   | 6 | 3 | 3 | 437 | 414 | 23  | 9   |                            | MZT | 87-82 | 70-72 |       | 68-50 |     |
| 4   | Teodo Tivat           | 6 | 1 | 5 | 373 | 445 | -72 | 7   |                            | TEO | 76-97 | 65-61 | 65-70 |       |     |

Fonte: druga.aba-liga.com/standings e druga.aba-liga.com/calendar

#### Grupo B
| Pos | Clube                    | J | V | D | P+  | P-  | SP   | Pts | Classificação              |     | C/V   | BOS   | RAB    | SUT   | VOJ |
| --- | ------------------------ | - | - | - | --- | --- | ---- | --- | -------------------------- | --- | ----- | ----- | ------ | ----- | --- |
| 1   | Vojvodina mts            | 6 | 5 | 1 | 498 | 440 | 58   | 11  | Avança para a próxima fase | BOS |       | 84-58 | 78-74  | 60-70 |     |
| 2   | Bosna Visit Sarajevo     | 6 | 4 | 2 | 464 | 426 | 38   | 10  | Avança para a próxima fase | RAB | 74-99 |       | 58-71  | 70-74 |     |
| 3   | Sutjeska Elektroprivreda | 6 | 3 | 3 | 492 | 470 | 22   | 9   |                            | SUT | 73-75 | 94-75 |        | 96-79 |     |
| 4   | Rabotnički Skopje        | 6 | 0 | 6 | 397 | 515 | -118 | 6   |                            | VOJ | 77-68 | 93-62 | 105-84 |       |     |

Fonte: druga.aba-liga.com/standings e druga.aba-liga.com/calendar

#### Grupo C
| Pos | Clube            | J | V | D | P+  | P-  | SP   | Pts | Classificação              |     | C/V  | JOK   | PEL   | POD   | ŠIR |
| --- | ---------------- | - | - | - | --- | --- | ---- | --- | -------------------------- | --- | ---- | ----- | ----- | ----- | --- |
| 1   | Podgorica Bemax  | 6 | 5 | 1 | 369 | 307 | 62   | 11  | Avança para a próxima fase | JOK |      | 0-20  | 0-20  | 0-20  |     |
| 2   | Široki TT Kabeli | 6 | 4 | 2 | 359 | 293 | 66   | 10  | Avança para a próxima fase | PEL | 20-0 |       | 74-93 | 74-72 |     |
| 3   | Pelister-Bitola  | 6 | 3 | 3 | 340 | 348 | -8   | 9   |                            | POD | 20-0 | 90-79 |       | 53-67 |     |
| 4   | Joker Sombor     | 6 | 0 | 6 | 0   | 120 | -120 | 0   |                            | ŠIR | 20-0 | 93-73 | 87-93 |       |     |

Fonte: druga.aba-liga.com/standings e druga.aba-liga.com/calendar

#### Grupo D
| Pos | Clube            | J | V | D | P+  | P-  | SP  | Pts | Classificação              |     | C/V   | BOR    | ILI   | ŠIB   | ZLA |
| --- | ---------------- | - | - | - | --- | --- | --- | --- | -------------------------- | --- | ----- | ------ | ----- | ----- | --- |
| 1   | Ilirija          | 6 | 4 | 2 | 486 | 422 | 64  | 10  | Avança para a próxima fase | BOR |       | 77-88  | 59-73 | 85-91 |     |
| 2   | Zlatibor Mozzart | 6 | 4 | 2 | 494 | 478 | 16  | 10  | Avança para a próxima fase | ILI | 62-70 |        | 80-54 | 69-58 |     |
| 3   | Borac WWIN       | 6 | 3 | 3 | 471 | 473 | -2  | 9   |                            | ŠIB | 69-87 | 61-95  |       | 68-73 |     |
| 4   | Šibenka          | 6 | 1 | 5 | 396 | 474 | -78 | 7   |                            | ZLA | 90-93 | 102-92 | 80-71 |       |     |

Fonte: druga.aba-liga.com/standings e druga.aba-liga.com/calendar

### Fase 2

#### Grupo E
| Pos | Clube                 | J | V | D | P+  | P-  | SP  | Pts | Classificação              |     | C/V   | BOS   | DOM   | POD   | ZLA |
| --- | --------------------- | - | - | - | --- | --- | --- | --- | -------------------------- | --- | ----- | ----- | ----- | ----- | --- |
| 1   | Zlatibor Mozzart      | 6 | 5 | 1 | 483 | 492 | -9  | 11  | Avança para a próxima fase | BOS |       | 77-64 | 71-69 | 98-57 |     |
| 2   | Bosna Visit Sarajevo  | 6 | 4 | 2 | 489 | 448 | 41  | 10  | Avança para a próxima fase | DOM | 73-76 |       | 92-89 | 65-72 |     |
| 3   | Kansai Helios Domžale | 6 | 2 | 4 | 465 | 471 | -6  | 8   |                            | POD | 91-78 | 59-83 |       | 70-72 |     |
| 4   | Podgorica Bemax       | 6 | 1 | 5 | 460 | 486 | -26 | 7   |                            | ZLA | 94-89 | 98-88 | 90-82 |       |     |

Fonte: druga.aba-liga.com/standings e druga.aba-liga.com/calendar

#### Grupo F
| Pos | Clube            | J | V | D | P+  | P-  | SP  | Pts | Classificação              |     | C/V    | CED    | ILI   | ŠIR   | VOJ |
| --- | ---------------- | - | - | - | --- | --- | --- | --- | -------------------------- | --- | ------ | ------ | ----- | ----- | --- |
| 1   | Vojvodina mts    | 6 | 4 | 2 | 492 | 436 | 56  | 10  | Avança para a próxima fase | CED |        | 71-80  | 96-80 | 73-76 |     |
| 2   | Ilirija          | 6 | 4 | 2 | 491 | 490 | 1   | 10  | Avança para a próxima fase | ILI | 89-74  |        | 82-69 | 86-81 |     |
| 3   | Cedevita Junior  | 6 | 2 | 4 | 465 | 495 | -30 | 8   |                            | ŠIR | 70-76  | 90-86  |       | 78-68 |     |
| 4   | Široki TT Kabeli | 6 | 2 | 4 | 443 | 470 | -27 | 8   |                            | VOJ | 100-75 | 105-68 | 62-56 |       |     |

Fonte: druga.aba-liga.com/standings e druga.aba-liga.com/calendar

## Playoffs

### Semifinais
| Time 1           | Série | Time 2               | 1º Jogo | 2º Jogo | 3º Jogo |
| ---------------- | ----- | -------------------- | ------- | ------- | ------- |
| Zlatibor Mozzart | 0 - 2 | Ilirija              | 82 - 90 | 59 - 87 | -       |
| Vojvodina mts    | 0 - 2 | Bosna Visit Sarajevo | 91 - 92 | 66 - 75 | -       |

### Finais
| Time 1  | Série | Time 2               | 1º Jogo | 2º Jogo | 3º Jogo |
| ------- | ----- | -------------------- | ------- | ------- | ------- |
| Ilirija | 1 - 2 | Bosna Visit Sarajevo | 84 - 79 | 68 - 77 | 74 - 88 |

### Premiação
| NLB ABA League 2 - 2024-25               |
| Bósnia e Herzegovina                     |
| ---------------------------------------- |
| Campeão Bosna Visit Sarajevo (1° título) |

MVP das finais:  Jarrod West

## Repescagem
A equipe do Cibona Zagreb que finalizou a temporada regular como 15º colocado busca no confronto contra o Ilirija a oportunidade de manter-se na divisão mais alta.
| Time 1        | Série | Time 2  | 1º Jogo | 2º Jogo | 3º Jogo |
| ------------- | ----- | ------- | ------- | ------- | ------- |
| Cibona Zagreb | -     | Ilirija |         |         |         |